# Хуи (општина)
Хуи (њем. Huy) општина је у њемачкој савезној држави Саксонија-Анхалт. Једно је од 20 општинских средишта округа Харц. Према процјени из 2010. у општини је живјело 8.133 становника. Посједује регионалну шифру (AGS) 15085185.

## Географски и демографски подаци
Хуи се налази у савезној држави Саксонија-Анхалт у округу Харц. Општина се налази на надморској висини од 194 метра. Површина општине износи 167,3 km². У самом мјесту је, према процјени из 2010. године, живјело 8.133 становника. Просјечна густина становништва износи 49 становника/km².